# Mitsubishi Eclipse
Pour les articles homonymes, voir Éclipse (homonymie).
 (novembre 2020).
Si vous disposez d'ouvrages ou d'articles de référence ou si vous connaissez des sites web de qualité traitant du thème abordé ici, merci de compléter l'article en donnant les références utiles à sa vérifiabilité et en les liant à la section « Notes et références ».
L'Eclipse est un modèle d'automobile coupé du constructeur automobile japonais Mitsubishi produit de 1989 à 2012. La voiture est également vendue aux États-Unis par les marques Plymouth et Eagle, respectivement sous les noms de Plymouth Laser et Eagle Talon.
Peu connue en Europe, la Mitsubishi Eclipse a en revanche rencontré un grand succès en Amérique du Nord, son marché de prédilection, et ce durant vingt ans. La Mitsubishi Eclipse est un petit coupé sport doté de lignes aérodynamiques et de motorisations puissantes, vendu à un prix très compétitif.

## Prélude à l'Eclipse
En octobre 1985, Mitsubishi Motors et Chrysler, partenaires de longue date, fondent Diamond-Star Motors, une nouvelle entreprise commune.
L'enjeu est alors de produire des véhicules principalement destinés aux marchés américain et canadien, parfaitement adaptés à la demande et aux attentes du moment.
Afin de séduire une clientèle dynamique et renforcer l'image sportive de Mitsubishi, il est décidé de concevoir un coupé compact, dans la lignée de la Cordia et de la Starion lancées au début des années 1980. Des designers des deux firmes sont rapidement mis à contribution et, après plusieurs études, la décision finale est prise au Japon en compagnie des différentes équipes.
En mars 1988, la construction de la toute nouvelle usine DSM basée dans l'Illinois est achevée.
Trois coupés « jumeaux », reprenant en partie les éléments mécaniques de la Galant, en sortent : la Mitsubishi Eclipse (du nom d'un célèbre cheval de course britannique du XVIIIe siècle), la Plymouth Laser et l'Eagle Talon.

## Première génération (1989-1995)

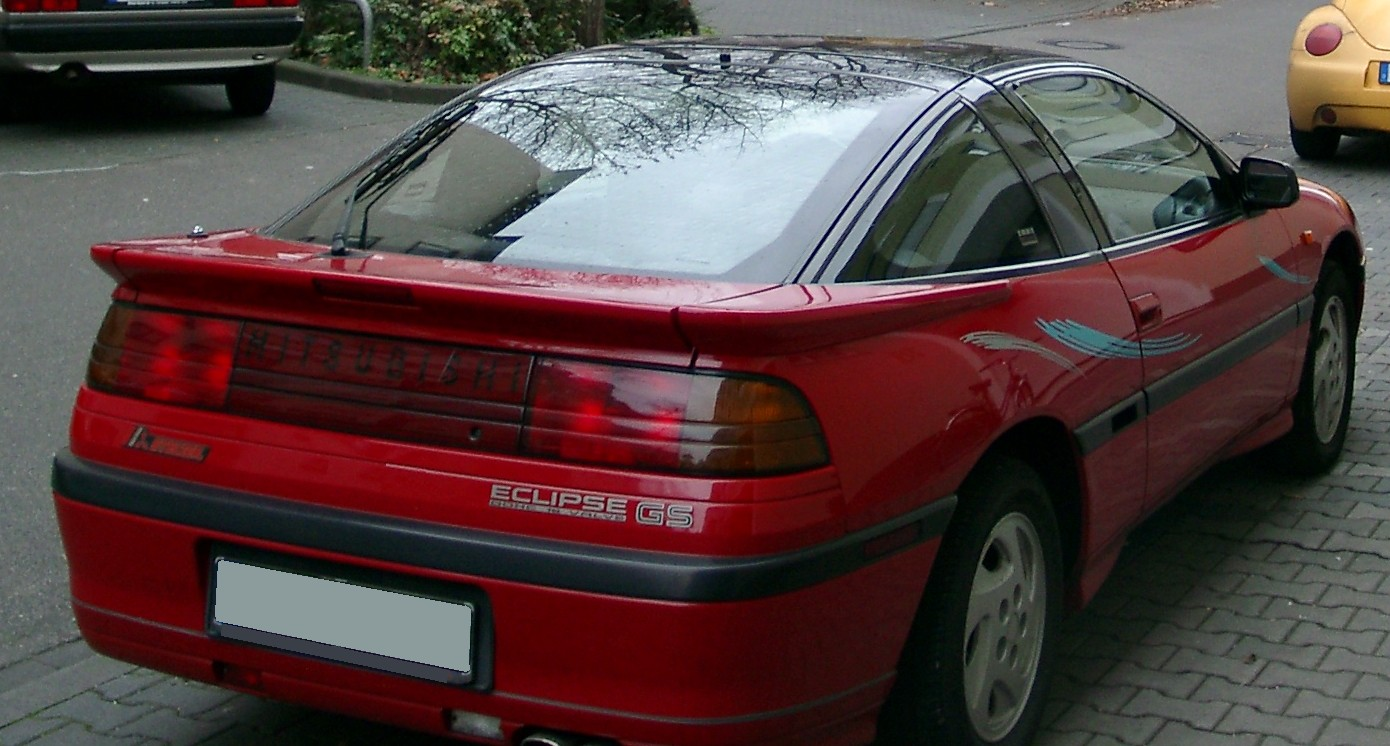
Vue arrière de l'Eclipse.

Les premières Eclipse quittent les chaînes de production en août 1989. L'Eclipse est alors vendue aux États-Unis sous les noms Plymouth Laser et Eagle Talon.
Les lignes du coupé 2+2 sont fluides ; l'avant adopte des phares escamotables, en vogue à l'époque, soulignés par de fines optiques tandis que la poupe reçoit un large bandeau de feux.
Outre son apparence proche de celle de la Starion, elle partage avec sa grande sœur des dimensions quasi identiques. À l'intérieur, on trouve des sièges de type baquet, un volant trois branches réglables et une instrumentation relativement complète. La direction assistée, les vitres et rétroviseurs électriques, le régulateur de vitesse et la climatisation notamment sont de série ou proposés en option selon la finitions.
Sur le plan des motorisations, Mitsubishi a doté ses coupés de 4 cylindres hérités des Cordia et Galant : le 4G37, un bloc 1,8 L SOHC 8 soupapes sur le modèle GS, et le 4G63, 2 L DOHC 16 soupapes atmosphérique ou turbocompressé sur les GSX. tous bénéficient d'une culasse en aluminium, d'arbres d'équilibrage pour minimiser les vibrations, et de l'injection électronique.
Des boites de vitesses manuelles à 5 rapports ou automatiques à 4 rapports se chargent de transmettre la puissance aux roues avant sur la plupart des modèles. Seule la GSX profite d'une transmission intégrale avec différentiel central autobloquant (LSD arrière en option) pour améliorer la motricité et la tenue de route.
La suspension repose sur un système MacPherson à l'avant tandis que l'arrière reçoit un essieu de torsion à trois tirants (sur les tractions) ou une architecture à double triangulation (sur les quatre roues motrices).
Étant donné le poids assez important des coupés (de 1145 à 1 405 kg) et leur prétention sportive, quatre freins à disques sont installés sur l'ensemble des modèles, logés derrière des jantes de 14 à 16 pouces.
Question performance, les Eclipse à moteur turbo se montrent les plus intéressantes. À titre d'exemple, la GSX effectue le 0 à 100 km/h en 7,0 secondes, le 0 à 400 m en 15,2 secondes et peut atteindre 220 km/h.
Au cours de sa production, l'Eclipse est maintes fois corrigée et ce dès fin 1990, avec l'ajout de l'ABS en option pour les GS-T en les GSX. La face avant des Mitsubishi est redessinée pour le millésime 92 et présente désormais des optiques très effilées à la places des phares basculants.
À la fin de 1992, de nombreux autres changements sont effectués : nouvelles jantes, intérieur remanié (surpiqûres des sièges, pommeau de vitesse...) et mécanique mise à jour (bielles, volant moteur...). Les GSX gagnent en outre des étriers 2 pistons à l'avant et l'ABS de série.
Pour le millésime 1994 enfin, afin d'encourager les ventes lors de la dernière année de commercialisation, l'équipement de la plupart des autos est enrichi.
Que ce soit pour le marché japonais ou européen, toutes les Eclipse sont importées des États-Unis, et livrées exclusivement en conduite à gauche.
Au Japon, le choix est limité à deux versions : la GS (2l de 140 ch en traction) et la GSR-4 (2l turbo de 200 ch, 4 roues motrices).
En Europe, elles sont disponibles dans plusieurs pays hors France (notamment en Belgique, Suisse, Allemagne, Pays-Bas et Italie), principalement en finition GSi 16v (2 L de 150 ch). 
Une version targa, à toit vitré amovible, est produite et uniquement vendue en Allemagne.

## Deuxième génération (1995-1999)

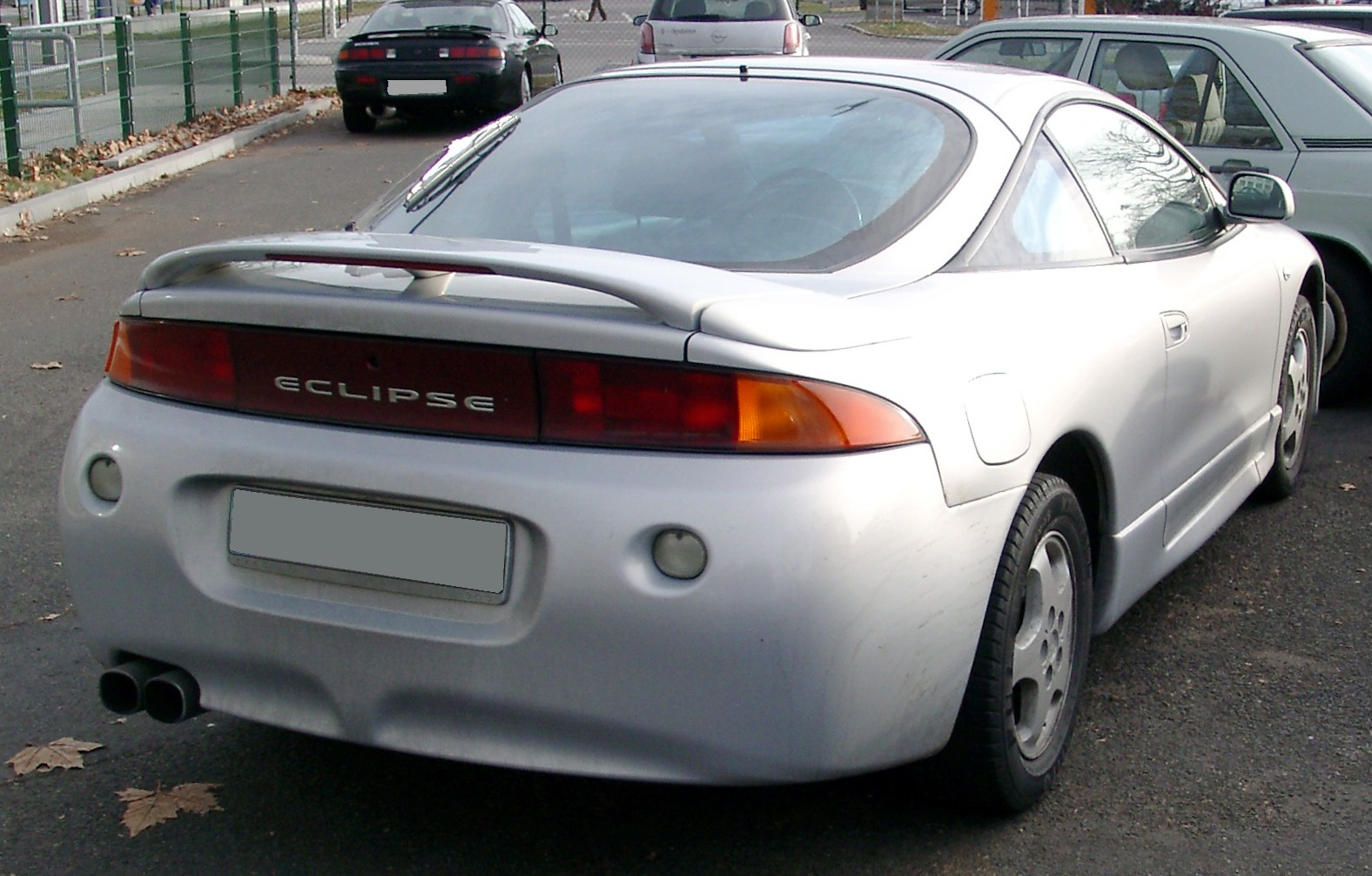

L'Eclipse revient en juin 1994 aux États-Unis et au Canada sous la forme d'une auto aux traits adoucis et à la ligne plus aérodynamique. Le lien de parenté avec la précédente mouture est cependant bien présent (phares étirés, bossage du capot côté conducteur...). Les dimensions évoluent, la nouvelle Eclipse se révèle plus courte et moins haute, mais aussi plus large, une impression renforcée par un arrière massif, non sans rappeler celui de la GTO (3000GT).
L'empattement passe de 2,470 m à 2,510 m. L'habitacle est également totalement remanié et se veut plus confortable, malgré l'abondance de plastique. Plutôt correcte, la dotation de série comprend notamment des airbags conducteur et passager, la direction assistée... Les modèles haut de gamme disposent même de sièges électriques en cuir et d'un système audio Infinity, en plus des vitres et rétroviseurs électriques, de la climatisation et du cruise control. Comme précédemment, un toit ouvrant électrique est disponible en option.
La gamme de finition est en partie revue, avec la RS et la GS (bloc Chrysler 420A 2l DOHC 16 soupapes de 140 ch, pour les États-Unis et la conservation du 4G63 2l DOHC 16 soupapes de 146 ch en Europe) et les GS-T et GSX. Ces 2 dernières empruntent à nouveau le 2l 4G63 turbocompressé et son échangeur, mais dans une version sensiblement retravaillée. Outre un taux de compression plus élevé, celui-ci gagne un turbo Garrett T25 (à la place des Mitsubishi TD05-14B et TD04-13G) et produit désormais 210 ch.
Le choix des transmissions reste identique, et le système 4 roues motrices est conservé sur la GSX. En revanche la suspension est entièrement repensée, avec un système multibras à l'avant comme à l'arrière. La tenue de route s'avère supérieure, tout comme la motricité, les accélérations et reprises : le 0 à 100 km/h de la GSX passe ainsi à6,5 secondes tandis que le 0-400 m est avalé en 15,1 secondes.
Fin 1995 (année-modèle 96), une partie de l'équipement est mise à jour (poste audio, fermeture à distance...) et Mitsubishi introduit le cabriolet Spyder. Décliné en finition GS ou GS-T, il abrite dans le premier cas un bloc spécifique, un 2,4l SOHC 16 soupapes (4G64) développant 141 ch, et dans le second le 4G63 turbo de 210 ch.
Un facelift est apporté l'année suivante sur toutes les versions, donnant aux autos de nouveaux phares à fond noir et des pare-chocs plus agressifs. Les coupés turbo gagnent dans l'opération un becquet de coffre plus imposant. Les sièges et l'habitacle sont également redéfinis sur l'ensemble de la gamme et l'ABS amélioré (de 2 canaux, il passe à 4).
Fin 1997 et 1998, l'équipement de série est étoffé sur certains modèles, et les fonds de compteur des GS-T et GSX deviennent blancs, juste avant que le coupé Mitsubishi ne fasse à nouveau peau neuve...
Hors du continent américain, les Eclipse seront une nouvelle fois proposées au Japon et en Europe. L’archipel nippon accueillera uniquement les modèles traction à moteur turbo (220 ch), que ce soit en coupé ou en cabriolet. Comme précédemment, on retrouvera en Europe des coupés dotés du 4G63 atmo, produisant désormais de 141 à 146 ch (selon l'année) sur les GS 16 v. Le cabriolet ne sera pas commercialisé.

## Troisième génération (2000-2005)
À la suite de la disparition successive des Plymouth laser (1994) et Eagle Talon (1998), l'Eclipse est désormais la seule survivante de l'aventure DSM.
Pour cette nouvelle génération, le gabarit de l'auto est revu à la hausse et le design change du tout au tout. Il reste cependant très typé US. La proue, presque reptilienne, adopte des phares ciselés, les portes sont griffées de nervures et le toit très bombé. Le bandeau de feux arrière laisse également place à des optique plus modernes. Le cockpit, toujours très fonctionnel, surprend par ses alcôves rondes recevant une partie de l'instrumentation. 
Sans être pléthorique, l'équipement offert de série est enrichi avec notamment un système antivol, un poste radio CD, la climatisation, en plus des indispensables vitres électriques, direction assistée...
Au début de la commercialisation, en juillet 1999 en Amérique du Nord, trois finitions sont proposées : les RS, GS et GT. Les deux premières héritent du 4G64 (2,4l SOHC) de la précédente Spyder, porté ici à 154 ch, alors qu'un V6 SOHC 24 soupapes de 3l et 205 ch, le 6G72, est monté sur le GT.
Le turbo est donc remisé, au même titre que la transmission intégrale des précédents modèles.
Côté châssis, la structure gagne en rigidité, tandis que l'auto fait désormais appel à du MacPherson à l'avant et à un système multibras à l'arrière pour sa suspension. Alors que la GT bénéficie de 4 freins à disque, les autres finitions ne sont dotées que de tambours (à l'image de l'entrée de gamme de la 2e génération). 
Pénalisé par un poids de plus de 1 400 kg, la GT n'arrive pas au niveau de performances des anciens modèles turbo, et son comportement, bien que sécurisant (TCS en option), manque de piquant. Elle doit se contenter de7,2 secondes au 0-100 km/h mais parvient tout de même à 225 km/h.

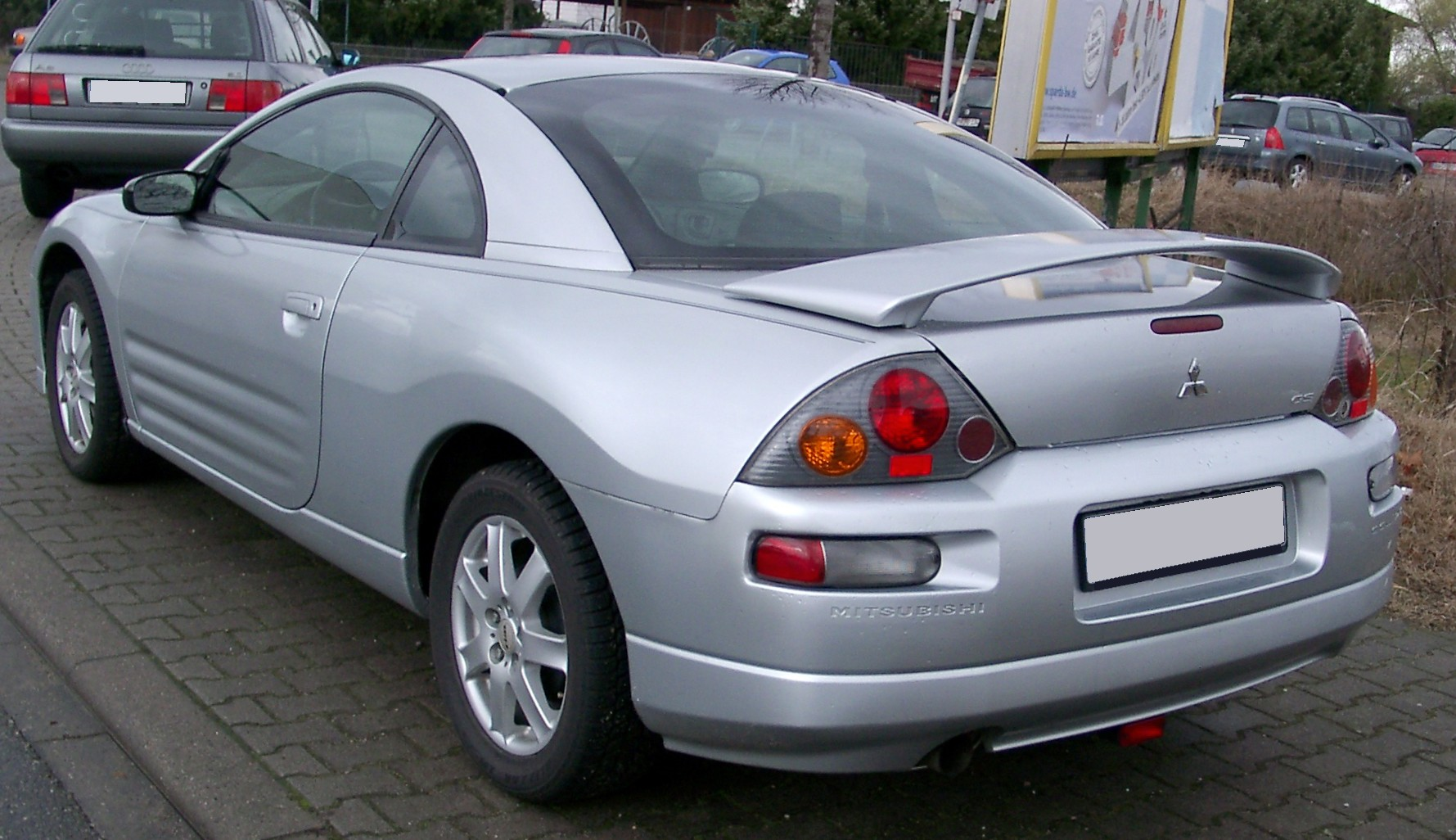

Comme précédemment, chaque année sera marqué par des améliorations et nouveautés. Fin 2000, le Spyder et sa capote électrique reviennent (finitions GS et GT), et un becquet arrière est ajouté sur les RS et les GS. 
L'année suivante, quelques changements mineurs sont apportés (badges Mitsubishi notamment) et esthétique extérieure (pare-chocs avant, feux arrière...) et intérieure. Pour le coup une nouvelle finition est ajoutée, la GTS, avec pour principal intérêt 5 ch de plus que la GT (6G72 au taux de compression plus élevé, système d'admission Mitsubishi Variable Induction Management) et une dotation de série complétée. Fin 2004, l'entrée de gamme RS est supprimée.
Les modèles d'export n'arriveront qu'à la fin 2004 au Japon et uniquement en Spyder GTS (3l V6 de 196 ch). En Europe, les Eclipse ne seront pas officiellement commercialisées mais seront le fruit d'importations parallèles.

## Quatrième génération (2005-2012)
Après 5 ans de bons et loyaux services, l'Eclipse est à nouveau profondément révisée et lancée à l'assaut des concessions nord-américaines dès mai 2005. Toutes les dimensions augmentent une fois de plus, tandis que le design gagne encore une fois en rondeurs, en se rapprochant par certains côté de la 2e génération. 
Le museau reprend les nouveaux codes stylistiques de la marque, les ailes sont charnues et l'arrière, très rebondies, avec des feux bien dans l'ère du temps. On retrouve d'ailleurs cette circularité à l'intérieur, avec un tableau de bord orné de commandes simples d'utilisation. Les matériaux utilisés se révèlent de meilleure facture qu'auparavant.
Question équipement, l'Eclipse se trouve une nouvelle fois dans la moyenne haute, et dispose en prime d'un très bon ensemble audio (Rockford Fosgate) en option.
Il existe des versions limitées pour l'Eclipse :
Le nombre de finitions est réduite à 2, avec la GS et la GT. La GS, traditionnellement, conserve un 4 cylindres, le 4G69 (2,4l SOHC 16 soupapes de 162 ch) alors que la GT cache sous son capot un V6, le 6G75 (3,8l SOHC 24 soupapes de 263 ch). Les 2 blocs bénéficient de la distribution variable MIVEC (Mitsubishi Innovative Valve timing Electronic Control system). 
Comme toujours la boîte mécanique (5 ou 6 rapports selon finition) côtoie une version automatique (Sportronic), entraînant dans les 2 cas uniquement les roues avant. Très stable et bien campé sur ses roues de 17 pouces, le coupé a pourtant fort à faire pour masquer son embonpoint (1 485 kg sur la GS et 1 575 kg sur la GT). Aidé par la puissance, le modèle V6 parvient tout de même à passer de 0 à 100 km/h en 7 secondes et plafonne à 240 km/h.
En 2006, Mitsubishi complète la gamme avec l'Eclipse SE (une GS suréquipée avec sièges en cuir notamment) et réintroduit les Spyder GS et GT. la SE devient le nouveau modèle haut de gamme l'année suivante, dorénavant disponible avec le bloc V6. En plus de l'antipatinage de série des GT, on la gratifie d'un correcteur électronique de trajectoire.  Pour le millésime 2009, Mitsubishi offre à ses Eclipse un restylage, principalement ciblé sur les faces avant (calandre, pare-chocs...) et arrière (becquet...) des autos. La SE est supprimée, laissant une partie de ses équipements à la GT, qui gagne au passage 2 ch supplémentaires grâce à une nouvelle double sortie d'échappement.
À l'aube de 2010, la gamme s'étoffe avec l'arrivée de la GS Sport reprenant le style de la GT, alors que le correcteur de trajectoire est désormais monté sur l'ensemble de la gamme.
Le toit des Eclipse est repeint en noir pour les millésimes 2011 et toutes les finitions profitent alors des jantes de 18 pouces. Les suspensions sont également repensées afin d'abaisser le centre de gravité de l'auto.
En août 2011, Mitsubishi met fin à la production de l'Eclipse et arrête sa commercialisation au cours de l'année suivante, après un bref retour de la SE. Malgré les mises à jour, celle-ci avait en effet de plus en plus de mal à rivaliser avec ses nouvelles concurrentes.
Cette fois-ci, la dernière génération d'Eclipse ne foulera ni le sol japonais, ni européen. En dehors de ses frontières américaines, elle sera majoritairement distribuée en Asie (Chine, Corée du Sud) et dans plusieurs pays de la péninsule arabique.

## Sport automobile
À l'instar de beaucoup d'autres japonaises, l'Eclipse touchera à peu près toutes les disciplines du sport auto au cours de sa carrière.

En 1989 déjà, 15 coupés turbo prenaient le départ de la Mitsubishi Eclipse Lubralene Cup à l'occasion du Grand Prix de Macao, afin de célébrer le lancement du modèle et de le promouvoir aux yeux du grand public.
Dave Wolin et le team Mitsubishi Ralliart s'illustraient l'année suivante avec une GSX engagée en championnat IMSA International Sedan Séries aux États-Unis (victoire notamment à Topeka), puis en SCCA National Racing, entre autres.
Grâce à leur bon potentiel de préparation, les Eclipse turbo brilleront également en Time Attack, la plus réputée étant l'incroyable GS-T Spyder d'Andy Brillant. Forte de 700 ch pour à peine plus d'une tonne, celle-ci décrochera de nombreuses victoires (Super Lap Battle, Redline Time Attack...) et records de piste en catégorie FF.
À l'instar de la GTO, les Eclipse terroriseront aussi les Drag strips. On se souvient de la GSX de Brent Rau préparée par Magnus Motorsports, sacrée "fastest 4-cylinder car in the world" pendant pas moins de 6 ans. il faut dire qu'avec un 4G63 porté à 1 400 ch (à 11 000 tr/min) et un record6,82 secondes au 0-400 m, la concurrence avait fort à faire.
La bête s'offrira de nombreux titres de championne du monde en IDRC, NDRA et NHRA. En rallye également, les coupés Mitsubishi seront prisés, et se montreront très efficaces en course de côte.[évasif] Mark Rybnicek remportera d'ailleurs le championnat tchèque en 2011 et 2012 avec impressionnantes Eclispse Evo de 650 ch.
Elle feront la joie de nombreux tuners, plus ou moins inspirés, et d'adeptes de Street racing. 

## Mitsubishi Eclipse Cross

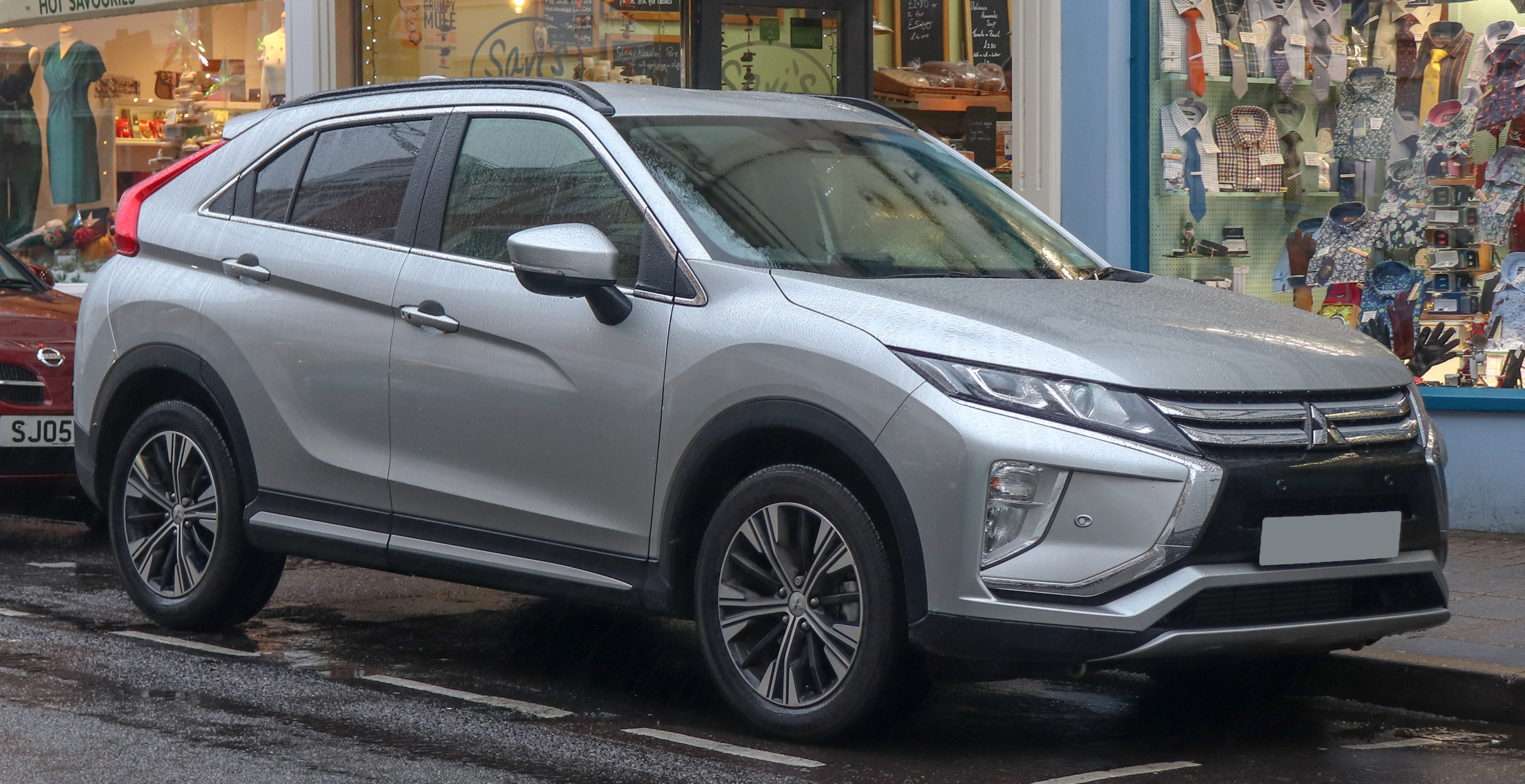
Mitsubishi Eclipse Cross.

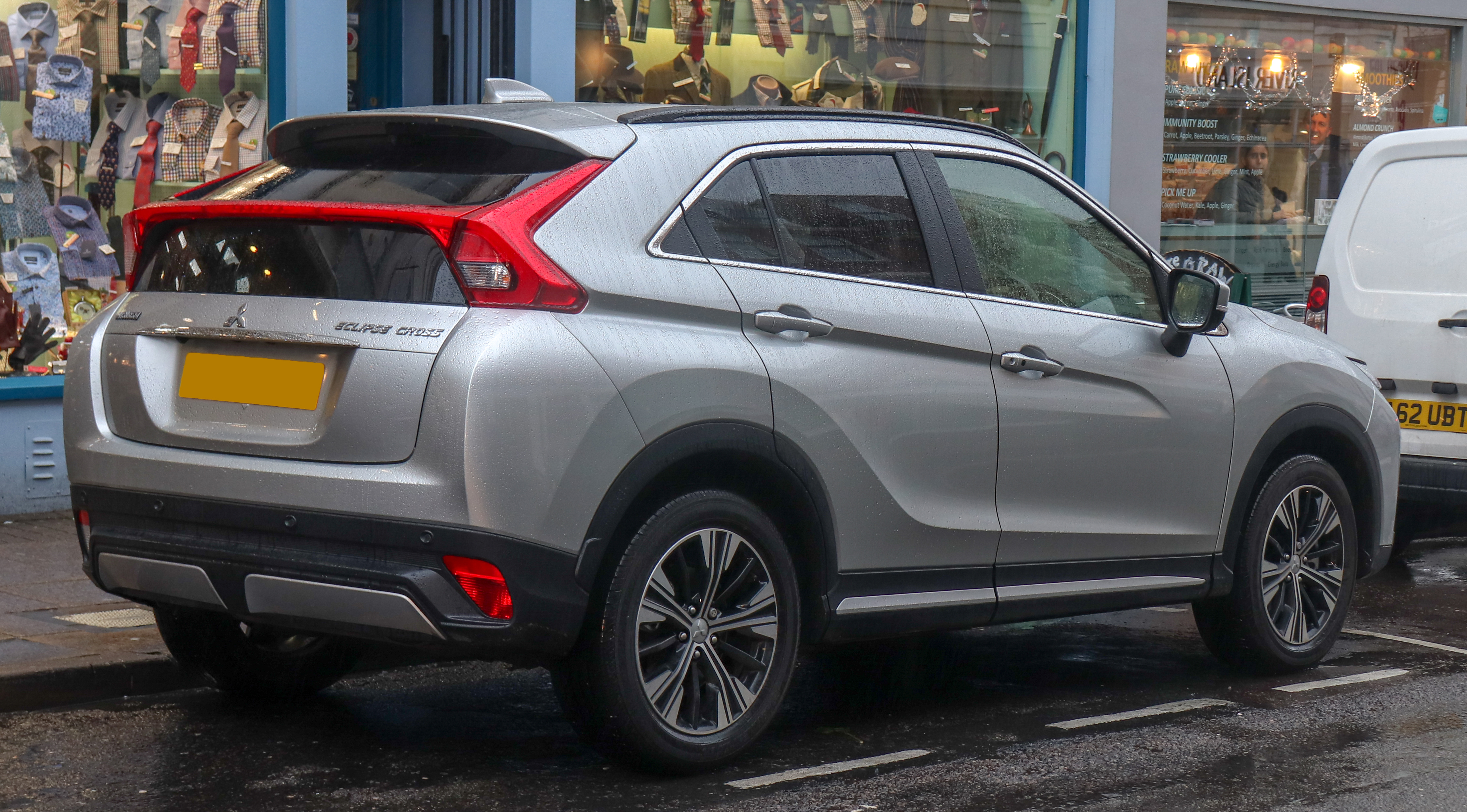
Mitsubishi Eclipse Cross.

Mitsubishi dévoile au salon de Genève 2017 un nouveau véhicule. Il s'agit pour cette marque d'un SUV sur lequel elle voulait s'orienter sur le marché et l'annonce d'une nouvelle génération de produits, grâce à son rachat par Renault-Nissan. On révèle son nom lors d'une présentation d'une photo teaser : Eclipse Cross. Il se place entre l'ASX et l'Outlander. Ses lignes sont inspirées du concept car XR-PHEV.